# Hoplia moultoni
Hoplia moultoni är en skalbaggsart som beskrevs av Moser 1912. Hoplia moultoni ingår i släktet Hoplia och familjen Melolonthidae. Inga underarter finns listade i Catalogue of Life.